# Scoutisme en Grèce
Le mouvement scout grec (en grec moderne : Σώμα Ελλήνων Προσκόπων, ΣΕΠ / Soma Hellinon Proskopon) est une branche de l'Organisation mondiale du mouvement scout depuis 1922. Créé en 1910, il compte 18 482 membres en 2011. La majorité des membres du mouvement scout grec professe la religion orthodoxe. Cependant, toutes les communautés religieuses présentes en Grèce sont les bienvenues dans le mouvement. 
Les diadoques Paul et Constantin de Grèce ont longtemps été à la tête du mouvement, qui a été intégré de force à l'Organisation nationale de la Jeunesse durant le Régime du 4-Août (1936-1941).
La Grèce a accueilli le jamboree mondial de 1963 : ce 11e jamboree mondial s’est tenu à Skinias près de Marathon et fut inauguré par le diadoque Constantin. 

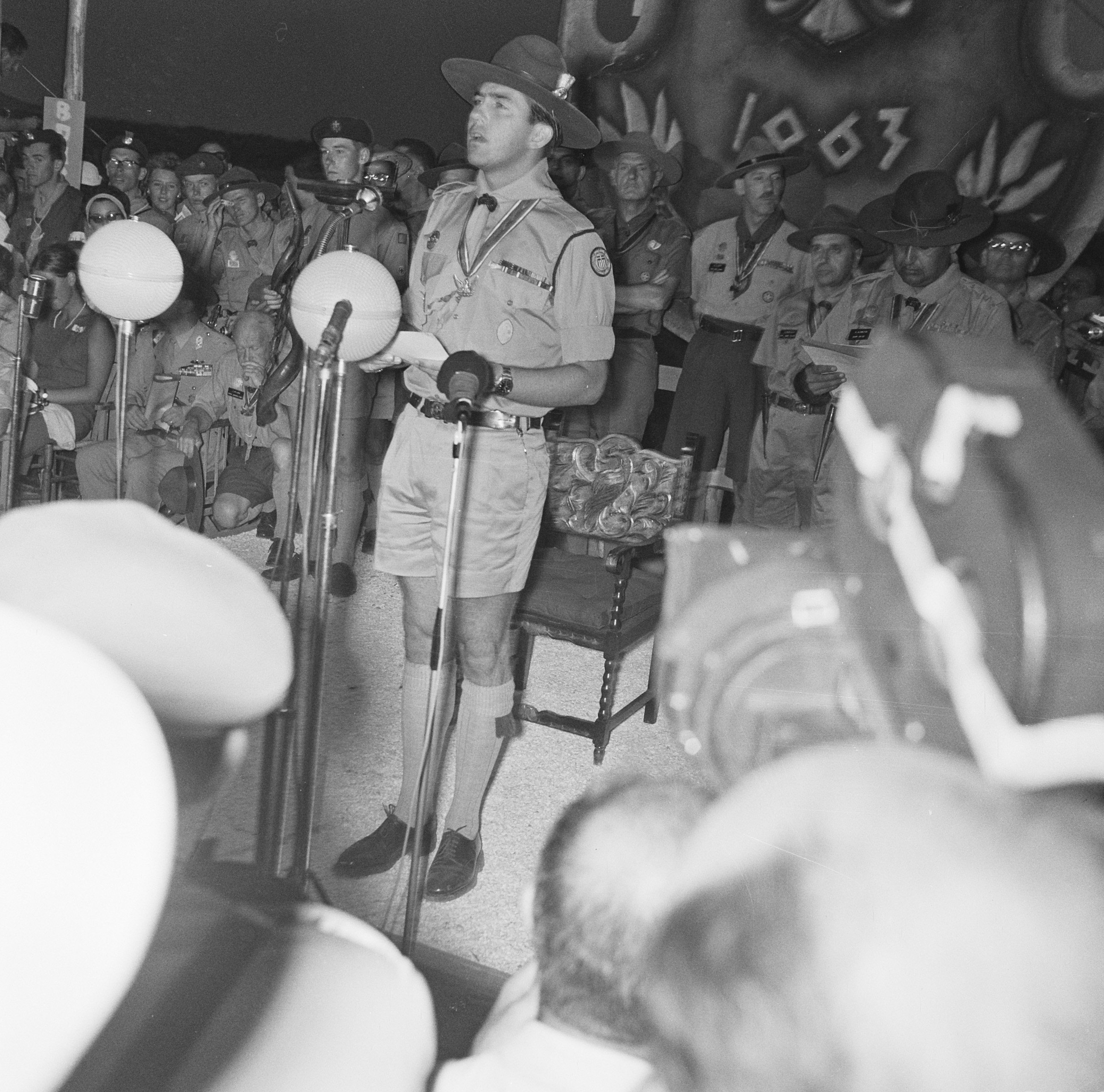
Le diadoque Constantin inaugurant le jamboree de 1963.